# Roger Bart
Pour les articles homonymes, voir Bart.
Roger Bart, né le 29 septembre 1962, à Norwalk (Connecticut, États-Unis), est un acteur américain.

## Biographie
Il débuta par le film d'animation Hercule où il prêta sa voix aux chansons, comme pour en 2001 dans le film La Belle et le Clochard 2 : L'Appel de la rue.
Au théâtre, Bart a joué dans des pièces comme Le Triomphe de l'amour (Triumph of Love), Snoopy dans You're a Good Man, Charlie Brown (en), The Producers et plus récemment, il remplaça Chris Kattan peu de temps avant l'ouverture de The Frogs (en) au Lincoln Center, qui réunit entre autres, Nathan Lane. À la télévision, il interpréta le fils de George Carlin dans The George Carlin Show.
En 2004, il joua dans le remake de Et l'homme créa la femme avec Nicole Kidman, Matthew Broderick, Bette Midler, Christopher Walken et Glenn Close.
En 2005, il fut l'un des personnages les plus importants de la saison 1 et 2 de Desperate Housewives où il interpréta George Williams, le pharmacien amoureux de Bree Van de Kamp.
En 2007, il interprète le rôle de Stuart dans le film Hostel, chapitre II, suite de Hostel.
En 2011, il rejoint le casting de la série Revenge aux côtés de Madeleine Stowe et d'Emily VanCamp,

## Filmographie

### Cinéma
- 1997 : Hercule de John Musker et Ron Clements : Hercule jeune (chant)
- 1999 : Révélations de Michael Mann
- 2001 : La Belle et le Clochard 2 : Scamp (chant)
- 2004 : Et l'homme créa la femme (The Stepford Wives) de Frank Oz : Roger Bannister
- 2005 : Les Producteurs de Susan Stroman (en) : Carmen Ghia
- 2006 : I Want Someone to Eat Cheese With de Jeff Garlin : Burl Cannalo
- 2007 : Hostel, chapitre II d'Eli Roth : Stuart
- 2007 : American Gangster de Ridley Scott
- 2007 : Harold et Kumar s'évadent de Guantanamo (Harold & Kumar Escape from Guantanamo Bay) de Jon Hurwitz et Hay Schlossberg : Dr Beecher
- 2008 : Spy School de Mark Blutman : Principal Hampton
- 2008 : The Midnight Meat Train de Ryuhei Kitamura : Jurgis
- 2010 : Que justice soit faite (Law Abiding Citizen) de F. Gary Gray : Brian Bringham
- 2012 : Excision de Richard Bates Jr. : Bob
- 2012 : Smiley de Michael Gallagher : Professor Clayton
- 2012 : Freaky Deaky de Charles Matthau : Gerry
- 2012 : A Green Story de Nick Agiashvili : Johnson
- 2013 : April Apocalypse de Jarret Tarnol : Jack
- 2013 : Last Vegas de Jon Turteltaub : Maurice
- 2013 : Bayou Tales de David DuBos : Adam (en tournage)[1]
- 2015 : Dalton Trumbo (Trumbo) de Jay Roach : Buddy Ross
- prochainement : The Man with the Bag d'Adam Shankman

### Télévision
- 1994 : The George Carlin Show : le fils de George Carlin (saison 2, épisode 1)
- 2000 : New York, police judiciaire : Alec Hughes (saison 10, épisode 19)
- 2000 : New York, unité spéciale : Benjy Dowe (saison 1, épisode 10)
- 2002 : Bram & Alice (en) : Paul (8 épisodes)
- 2005 : Out of Practice : Lou Pimsky (saison 1, épisode 18)
- 2005- 2006 : Desperate Housewives : George Williams (15 épisodes)
- 2006 : The Lost Room (mini-série) : Howard 'The Weasel' Montague
- 2007 : My Ex Life (téléfilm)
- 2008 : Late Show with David Letterman : Dr Frederick Frankenstein (de la comédie musicale Young Frankenstein)
- 2009 : 30 Rock : Brad Halster (saison 3, épisode 17)
- 2010 : Les Experts : Miami : Bob Starling (saison 8, épisode 24 et saison 9, épisode 1)
- 2010 : Human Target : La Cible : John Doe (saison 2, épisode 5)
- 2011 : Médium : Dennis Caruso (saison 7, épisode 13)
- 2011 : Traffic Light : Marty (saison 1, épisode 1)
- 2011 : The Event : Richard Peel (10 épisodes)
- 2011 : Le Monde selon Tim (The Life & Times of Tim) : le maire (voix)
- 2012 : Easy to Assemble (en) : Howard Friske (6 épisodes)
- 2012 : Les Experts : Jeffrey Fitzgerald (saison 12, épisode 13)
- 2012 : Hot in Cleveland : Jimmy (saison 3, épisode 17)
- 2012 : Grimm : Constantine Brinkerhof (saison 1, épisode 21)
- 2012 : Desperate Housewives : George Williams (saison 8, épisode 23, final de la série)
- 2012 : Perception : Agent Ethan Kendrick (saison 1, épisode 5)
- 2012 : Political Animals (mini-série) : Barry Harris
- 2012 : New York, unité spéciale : Adam Cain (saison 14, épisode 3)
- 2012-2013 : Revenge : Mason Treadwell (7 épisodes)
- 2013 : Philadelphia : Rep (saison 9, épisode 3)
- 2013-2014 : How I Met Your Mother : Curtis (saison 9, 5 épisodes)
- 2014 : Jessie : Phil McNichol (saison 3, épisode 8)
- 2014 : The Exes : Sam (saison 3, épisode 18)
- 2014 : Episodes : l'agent de Matt (3 épisodes)
- 2014 : Le Garçon idéal (How to Build a Better Boy) : James Hartley
- 2015 : Modern Family : Anders (saison 6, épisode 14)
- 2015 : Sex&Drugs&Rock&Roll : Jeremy (saison 1, épisode 7)
- 2015 : Scream Queens : Dr. Herfmann (saison 1, épisode 3)
- 2015 : You're the Worst : Jonathan R. Strasburg (saison 2, épisode 4)
- 2016 : No Tomorrow : Cory Casey[2] (saison 1, épisodes 7 et 12)
- 2017 : Grace et Frankie : Steve (saison 3, épisode 11)
- 2018-2019 : Les Désastreuses Aventures des orphelins Baudelaire : le proviseur-adjoint Néron (4 épisodes)

## Théâtre

### Comédies musicales de Broadway
- 1987 : Big River : Remplaçant dans le rôle de Tom Sawyer
- 1992 : The Secret Garden : Dans le rôle de Dickon
- 1993 : The Who's Tommy : Dans le rôle de Cousin Kevin
- 1996 : How to Succeed in Business Without Really Trying : Dans le rôle de Bud Frump
- 1997 : King David : Dans le rôle de Jonathan (concert)
- 1997 : Triumph of Love : Dans le rôle de Harlequin
- 1999 : You're a Good Man, Charlie Brown : Dans le rôle de Snoopy
- 2001 : The Producers : Dans le rôle de Carmen Ghia + remplacement en Leo Bloom
- 2004 : The Frogs : Dans le rôle de Xanthias
- 2007 : Young Frankenstein : Dans le rôle du Dr. Frederick Frankenstein
- 2016 : Disaster! : Dans le rôle de Tony
- 2023 : Back to the Future: The Musical : dans le rôle de Doc Emmett Brown

## Distinctions

### Récompenses
- 2006 : Screen Actors Guild Awards (Meilleur casting pour une série de comédie) avec Desperate Housewives

### Nominations
- 2001 : DVD Exclusive Awards (Video Première Award) avec La Belle et le Clochard 2

## Vie privée
Il est le neveu de l'acteur Peter Bart. Il a deux filles, Ali Kendall, née le 18 juillet 1986 et Eller, née en 2001.